# Orazio Riminaldi
Orazio Riminaldi (né le 5 septembre 1593 à Pise et mort le 10 décembre 1630  dans la même ville) est un peintre italien de la période baroque.

## Biographie
Formé dans l'environnement maniériste toscan, Orazio Riminaldi fut l'élève du peintre Ranieri Alberghetti, puis d'Aurelio Lomi.
Selon ses biographes, il fréquenta Orazio Gentileschi puis Bartolomeo Manfredi. Sa relation avec ce dernier est attestée par des tableaux comme Junon posant les yeux d'Argos sur la queue du paon (Galerie Doria-Pamphilj) et par le David de Turin (Galerie Sabauda).
Dans la deuxième décennie du XVIIe siècle, il s'établit à Rome où il réalisa des peintures dans le style caravagesque. Avec le soutien de la puissante famille romaine des Crescenzi, il obtint des commandes pour diverses églises romaines. Le Martyre de sainte Cécile en est un exemple.
Il dut entrer en contact avec l'art de Lanfranco et Simon Vouet, comme on peut le voir dans les œuvres datant du début des années 1620, en particulier dans les deux grandes toiles pour la tribune de la cathédrale de Pise, Samson  et Moïse élevant le serpent de bronze.
En 1627, il retourna à Pise, rappelé par une commande prestigieuse, les fresques de la coupole de la cathédrale, illustrant L'Assomption de Marie avec des saints, qui témoigne d'une modification de son style dans les dernières années de sa vie.
Il a eu comme élèves son frère Giovanni Battista Rininaldi, Alessandro Cominotti et Giovanni Navarretti.

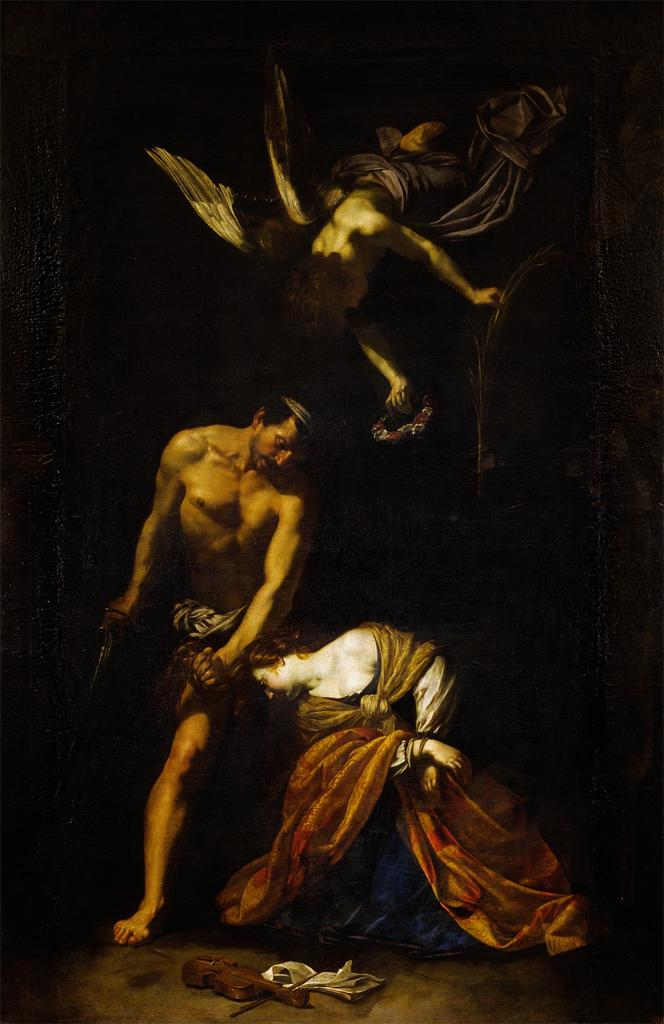
Martyre de sainte Cécile
Palais Pitti, Florence

Il est mort de la peste en 1630.

## Œuvres
- Le Martyre de sainte Cécile (v. 1630), huile sur toile, 315 × 171 cm, galerie Palatine, Palais Pitti. Ce tableau peint à Rome, fut refusé par les religieux de Santa Maria della Rotonda qui l'avaient commandé pour le Panthéon, et envoyé à Pise où il fut placé dans l'église Sainte Catherine. Ferdinand de Médicis l'a acheté en même temps que l'Amour[3]. Une copie est restée dans l'église de Pise.
- Samson exterminant les Philistins (1626)
- L'Amour victorieux (1624), huile sur toile, 142 × 112 cm, galerie Palatine, Palais Pitti. Exécuté après le retour de Riminaldi à Pise en 1627. Acheté par Ferdinand de Médicis en 1697.
- L'Assomption de la Vierge (achevée après sa mort par son frère Jerome Riminaldi) pour la cathédrale de Pise.
- Danaé et Icare, Wadsworth Atheneum, Hartford
- Cupidon endormi abordé par Vénus dans son char, Kedleston Hall, Derbyshire[4].
- Clovis, vers 1625, Soissons, musée Saint-Léger

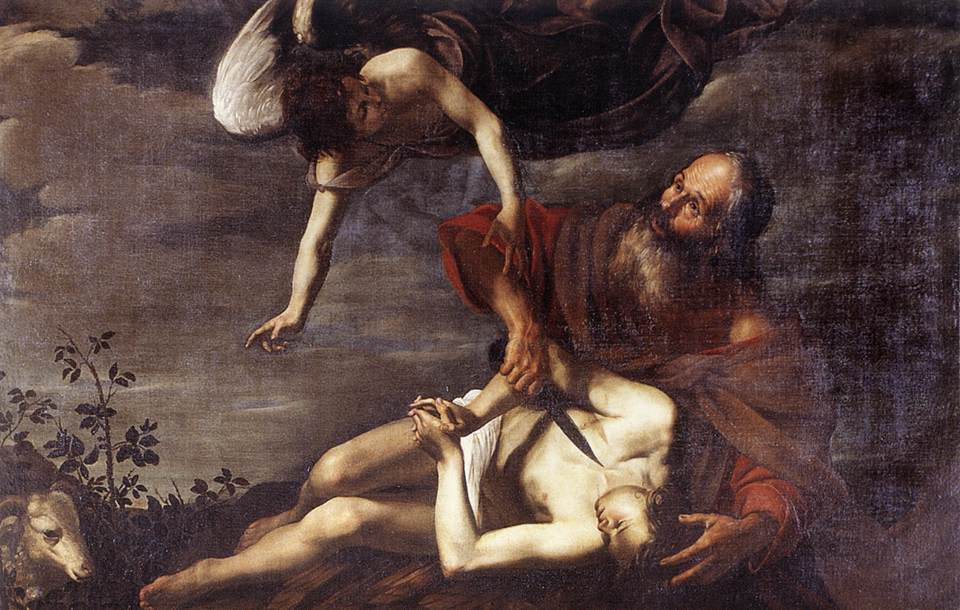
Le Sacrifice d'Isaac, v. 1625 Galerie nationale d'art ancien (Rome)
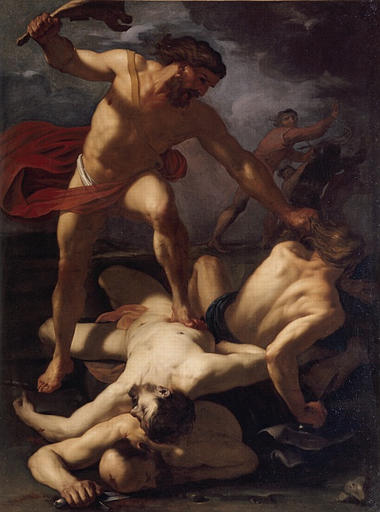
Samson vainqueur des Philistins1625, Musée de Grenoble

## Source de la traduction
- (it) Cet article est partiellement ou en totalité issu de l’article de Wikipédia en italien intitulé « Orazio Riminaldi » (voir la liste des auteurs).

- (en) Cet article est partiellement ou en totalité issu de l’article de Wikipédia en anglais intitulé « Orazio Riminaldi » (voir la liste des auteurs).